# Escuela para Ciegos e Impedidos Visuales de Texas

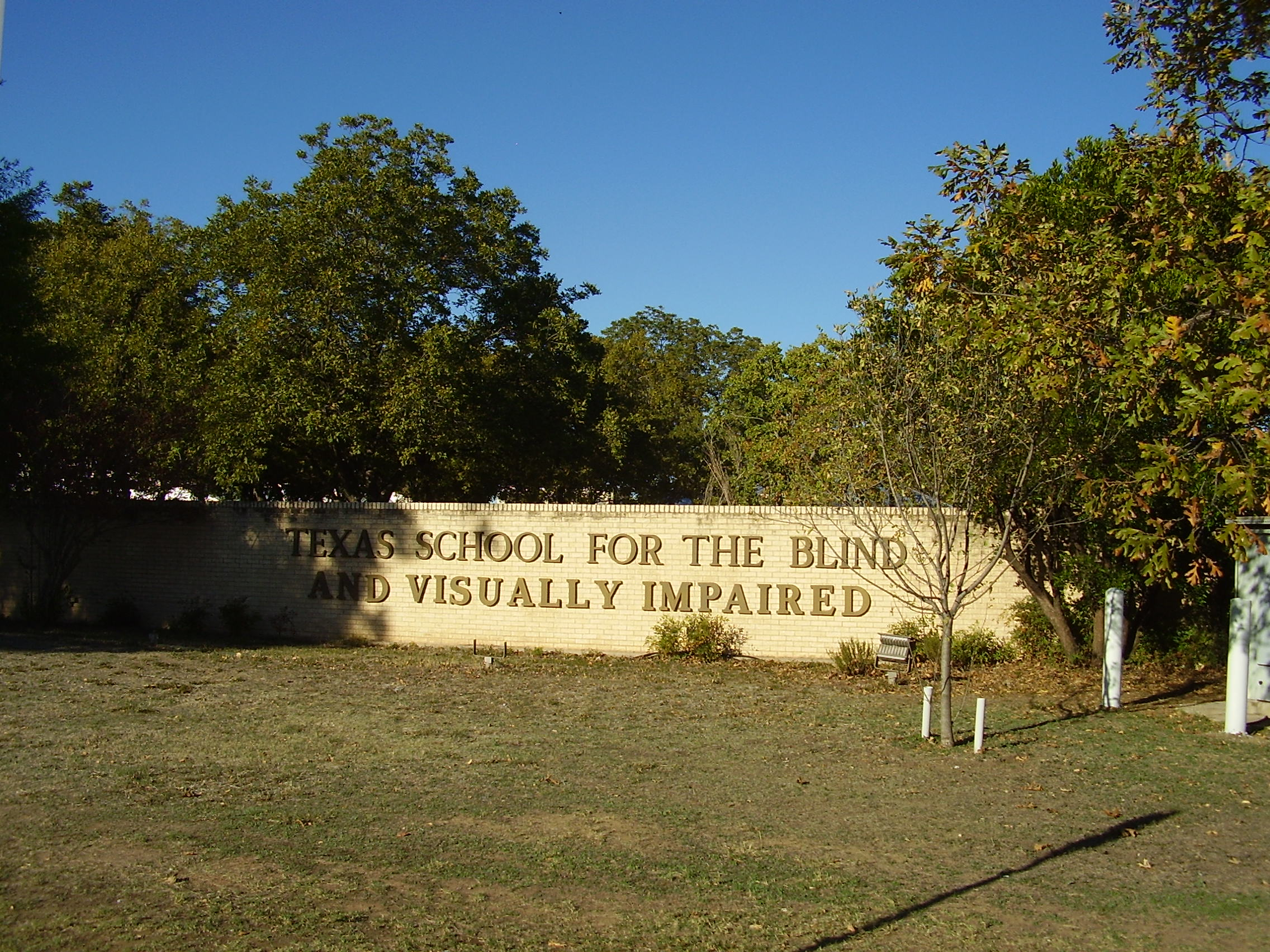
Escuela para ciegos e impedidos visuales de Texas

La Escuela para ciegos e impedidos visuales de Texas, o la Escuela de Texas para las personas ciegas y con deficiencias visuales (Texas School for the Blind and Visually Impaired, TSBVI) es una escuela estatal especial de Texas, en Austin.
La Legislatura de Texas (Q) estableció la escuela en el 16 de agosto de 1856.